# Ángel Rubio Laínez
Ángel Rubio Laínez (Madrid, 27 de noviembre de 1846-Vicálvaro, 9 de abril de 1906) fue un compositor español de zarzuelas y obras menores. Pertenece al grupo de músicos de la segunda mitad del siglo XIX. Su producción fue enorme con casi 300 obras entre zarzuelas, humoradas y demás composiciones de escaso valor y trascendencia. Tuvo relación profesional con la compañía de los bufos del empresario Francisco Arderíus.Como compositor fue una figura secundaria aunque alcanzó un puesto destacado entre los autores de su época gracias a un público que se contentaba con un entretenimiento variado y aceptable. Su obra se considera de consumo para la gente del momento, coincidiendo con el auge de la zarzuela grande. 
Su trabajo, comprendido en el último tercio del siglo XIX, se encaminó hacia temas de costumbres con buena dosis de humor, dejando de lado la moda del momento consistente en temas satírico-políticos. Fueron obras de circunstancias bastante influenciadas por el repertorio bufo, con elementos picantes y tendencia al género de revista, muy aplaudidas por el público que llenaba los teatros y que incluso fueron impresas. Pese a ello, ningún título llegó a formar parte de los repertorios de los años siguientes. Fue uno de los numerosos autores que dejaron de estar en cartel con la llegada del nuevo siglo. El relevo lo protagonizaron otros compositores brillantes (José Serrano Simeón, Francisco Alonso, Pablo Luna).

## Contexto histórico

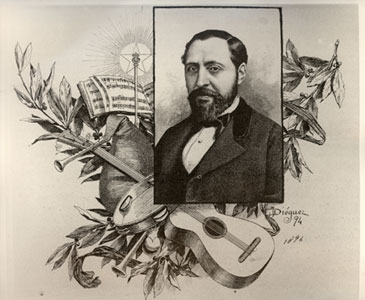
El maestro Barbieri, autor de Pan y toros.

Tras inaugurarse con éxito el teatro de la Zarzuela —primero se llamó teatro Jovellanos por estar en la calle del mismo nombre— el 10 de octubre de 1856, el género de zarzuela resucitó y se dignificó. A lo largo de varios años se fueron sucediendo éxitos y fracasos hasta el estreno de Los magiares —conocida con la ortografía de la época «Los Madgyares»— de Joaquín Gaztambide, que obtuvo tal éxito que sacó de apuros las finanzas del teatro y resurgió la confianza en el género. Por entonces se había extendido bastante la zarzuela por todo el territorio español, en capitales y ciudades donde acudían diversas compañías para representar los estrenos afortunados de Madrid; también por esta época bastantes compañías llevaron la zarzuela a Hispanoamérica donde tuvo una buena y especial acogida. Fueron quedando algunos títulos consagrados por el público que serían más tarde parte del repertorio de compañías importantes. Uno de esos títulos fue Pan y toros, de Barbieri, a pesar de los avatares que sufrió años más tarde. También hubo autores y obras menores que desaparecieron sin pena ni gloria.
Cuando en septiembre de 1868 cayó el régimen de Isabel II, los temas de algunas de las nuevas zarzuelas adquirieron un tono más político, como una especie de réplica a las prohibiciones del final del reinado isabelino. La Revolución de septiembre vino a rescatar el género y dio pie para que algunos compositores creasen piezas oportunistas como ¡Abajo los Borbones!, de Arrieta. El asesinato de Prim y la incertidumbre política tuvieron influencia en la zarzuela y, en general, en los demás espectáculos teatrales. Por otro lado, el desarrollo económico, una incipiente clase media y el aumento de precios y costes, perjudicó en parte las grandes representaciones, pero al mismo tiempo abrió la escena a más público. Así surgieron nuevas ideas; una de ellas fue la de dar un espectáculo teatral más barato y accesible, de menor duración, es decir, zarzuelas breves de menos de una hora, lo que se llamó «teatro por horas». Estas representaciones es a lo que se llamó «género chico», cuyos temas se basaban en escenas y personajes populares y castizos, especialmente en tipos madrileños. También la angustiosa situación de la zarzuela grande de estos años se salvó en su propio teatro gracias a la obra de Barbieri, El barberillo de Lavapiés, que cosechó un éxito resonante y que consiguió continuar durante las siguientes generaciones en los programas de repertorio. Aun así, se imponían las varietés y la zarzuela chica.

## Trayectoria profesional
Desde sus comienzos hasta el final de sus días compuso sin interrupción obras de todo tipo, en especial género chico, subgénero, varietés, etc. No le faltó nunca trabajo y las obras se fueron sucediendo una tras otra, en general con bastante éxito en su momento.

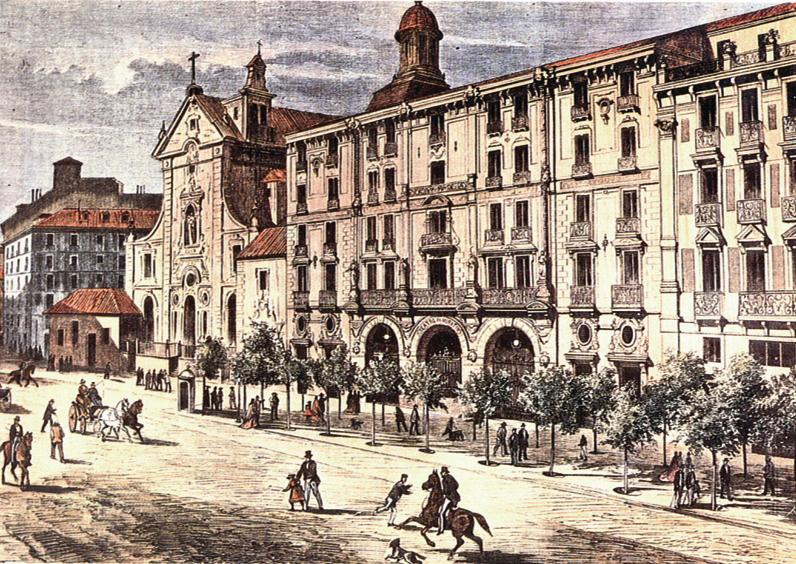
Teatro Apolo en la calle de Alcalá, ubicado junto a la iglesia de San José.

Su primer éxito fue en 1877 con la zarzuela El fenómeno. Siguieron las obras Periquito entre ellas (1877), La misa del gallo (1878), El rigor de las desdichas (1878) y otras más que tuvieron buena acogida por parte del público, aunque no consiguieron mantenerse después en los repertorios. De 1878 a 1879 figura como director en el teatro de la Zarzuela y allí estrenó historias y cuentos con letra de Mariano Pina Domínguez. La crítica del momento la calificó como «obra de ese género cómico que se confunde con el bufo», y música «ligera y agradable». El público se divirtió. Año tras año siguió componiendo, siempre con éxitos momentáneos. El juguete cómico La salsa de Aniceta (1880) obtuvo también un buen éxito en el estreno y días siguientes, en el teatro Apolo.
Hizo incursión también en el subgénero juguete en el que se sintió muy cómodo y llegó a componer en 1888 hasta dieciocho obras. uno de los títulos fue Nina que estrenó en el teatro Maravillas, con una partitura de seis números musicales. En la década de 1890, que fue la década grande del teatro Apolo sólo estrenó tres zarzuelas que no suscitaron interés y no pasaron de las primeras representaciones. Lo mismo le ocurrió con las presentaciones en el teatro de la Zarzuela en estos años, de manera que tuvo que seguir relegado al Eslava donde verdaderamente cosechaba triunfos con un público fiel. En 1891 disfrutó de su último gran triunfo El juicio oral en colaboración con los libretistas Perrín y Palacios, estrenado en el teatro Cómico. Esta obra tuvo el honor de pasar después al teatro de la Zarzuela. 
En general su obra fue efímera e intrascendente y a pesar de los grandes éxitos cosechados en su tiempo no volvieron a recordarse en las representaciones de los años venideros.

## Otras obras destacadas

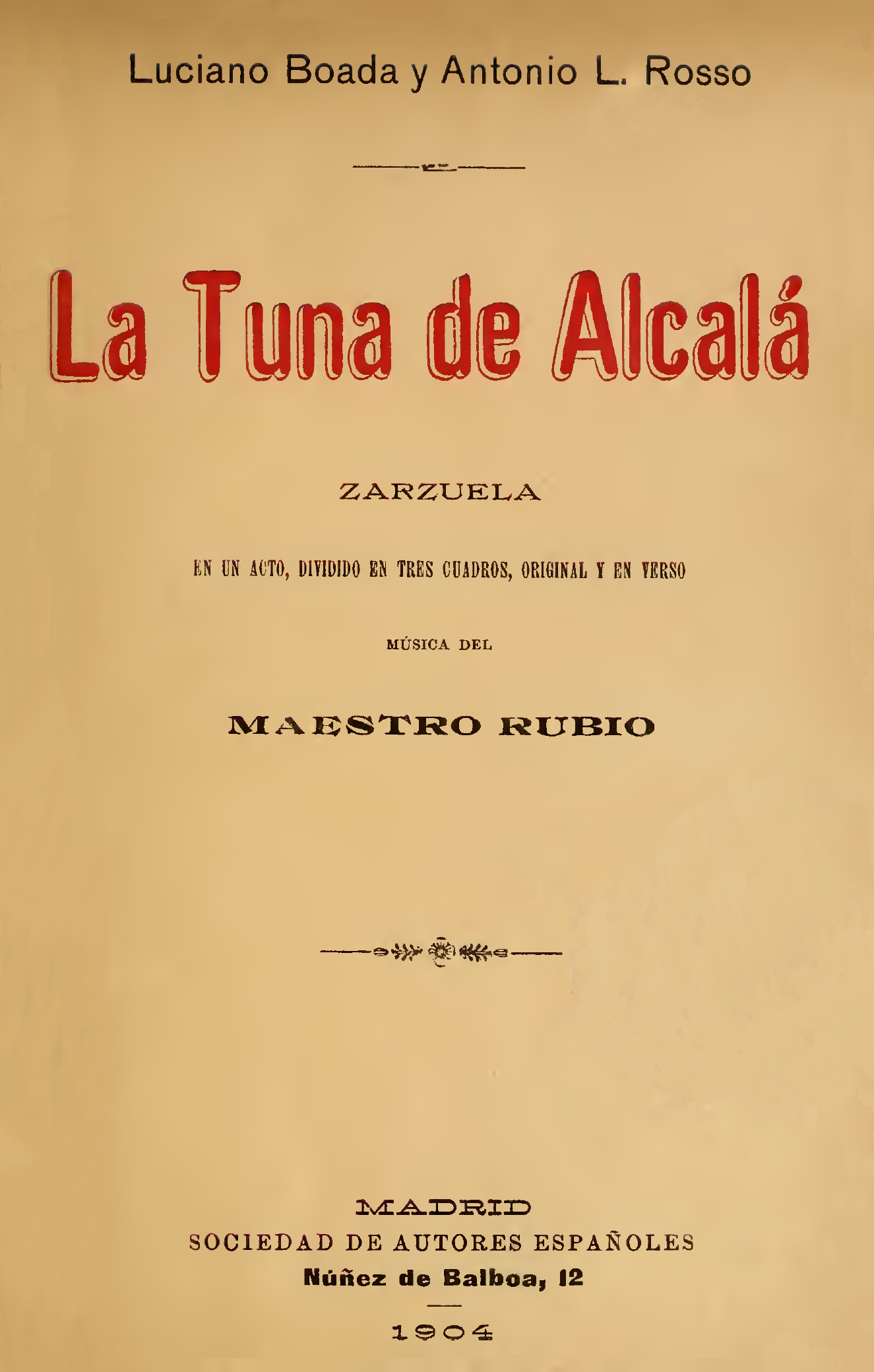
La Tuna de Alcalá, zarzuela de 1904.

- Frasquito barbales (1877), obra de circunstancia dedicada al torero Frascuelo con números musicales de tema andaluz.
- La salsa de Aniceta (1879) que fue «la primera obra de auténtico género chico estrenada en Apolo».[10]
- Cibeles y Neptuno (1880), juguete cómico oportunista del que dijo la crítica de El Imparcial, «Gracia chispeante, variedad y movimiento, música agradable y juguetona... El público pide sólo pasar un par de horas agradablemente entretenido...»
- ¡Cómo está la sociedad! (1883), con libreto de Javier de Burgos.
- Las buenas formas (1899), una de las tres zarzuelas que consiguió estrenar en la década grande del Apolo.
- Guajira de Loreto Prado (1895) y La florera sevillana (1898), ambas inspiradas en la actriz Loreto Prado.